# 巴西無線鰨
巴西無線鰨為輻鰭魚綱鰈形目鰨亞目舌鰨科的其中一種，為溫帶海水魚，分布於西南大西洋巴西海域，棲息深度36-69公尺，體長可達12公分，棲息在泥底質大陸棚底層水域，生活習性不明。

## 扩展阅读
維基物種上的相關：巴西無線鰨